# 星間特捜アサルトライザー
『星間特捜アサルトライザー』（せいかんとくそうアサルトライザー）は、2004年12月24日に発売された特撮オリジナルビデオ。全1巻（全3話）。

## ストーリー
西暦2023年、地球人類と銀河系ロイツ星との間に惑星間友好条約が締結されて13年が経った。この間におきた様々な事件は、アサルト特捜隊とアサルトマンの活躍によって解決された。しかし一部のロイツ星人テロリスト達は、自らを宇宙の志士と名乗り宇宙勤王党を組織し、宇宙攘夷決行の為、鉄の同志怪獣軍団を使い奇襲をかけてきた。
地球の平和を護るべく、今新しいアサルトマン飛翔す！その名はライザー、アサルトライザー！

## 概要
ZENピクの巨大ヒロインものの走りである。チ━プさが特徴である。この当時は女優の演技が大根であることが多く、演技を含めると完成度は低い。だが、この作品が主とされているのは、作品の簡潔さなどであり、演技だけが作品評価の基準でないことを如実に示している。

## スタッフ
- プロデューサー：飯澤慎
- 監督：荒井たか
- 企画：荒井豊
- 原案：きくち英一、荒井豊
- 脚本：緑丘参吾
- 助監督：野口万奈美
- 編集：李誠龍
- 殺陣：きくち英一
- 撮影：山崎信幸、大縄賢司
- 照明・音声：雷神堂
- 美術：松浦幹三
- ヘアメイク：岡村信也、小林ひとみ
- 車両：江幡弘道
- スーツアクション：滝本凱太
- 制作進行：米山智月
- 造型：清水博子
- 音楽：NashStudio
- 製作：有限会社ZENピクチャーズ、RAPIDPROGRESS

## キャスト
- 峰ライザ：朝比奈ゆい
- 嵐勇太郎：きくち英一
- 八木武士：八木一夫